# Musikjahr 1401
Liste der Musikjahre

◄ |  12. Jahrhundert |  13. Jahrhundert |  14. Jahrhundert | 1400 | Musikjahr 1401 | 1402 | 1403 | 1404 | 1405 | ► | ►►

Weitere Ereignisse
Dieser Artikel behandelt das Musikjahr 1401.

## Ereignisse und Personalia

### Asien

#### Timuridenreich
- Der Gelehrte und Musiker Abd al-Qādir ibn Ġaibī wird nach der erneuten Eroberung Bagdads durch Timur wieder in dessen Residenz nach Samarqand gebracht.[1]

### Europa

#### Fürstentum Provence
- In Aix-en-Provence predigt der Dominikanerpater Vincent Ferrer an der Kirche St. Sauveur. Er wird von seinen eigenen Sängern und mit Portativen begleitet.[2]

#### Heiliges Römisches Reich

##### Freie Reichsstadt Nürnberg
- Der wegen Teilnahme an einer Verschwörung mit Giftanschlag gegen Pfalzgraf bei Rhein Ruprecht III., Kurfürst von der Pfalz, der im Jahr 1400 als Nachfolger des abgesetzten Wenzel deutscher König ist, zum Tod verurteilte Wiener Arzt, Astrologe, Organist und Instrumentenbauer Hermann Poll wird vermutlich als Opfer einer Intrige 1401 in Nürnberg mit dem Rad hingerichtet.[3]

##### Hochstift Lüttich
- Der franko-flämische Sänger und Komponist Johannes de Sarto ist vermutlich ab 1401 Kanoniker an der Kollegiatkirche Saint Jean l’Evangéliste in Lüttich.[4]

#### Herzogtum Burgund
- Am Valentinstag wird im Hôtel d’Artois des Herzogs Philipp II. von Burgund die künstlerische und literarische Gesellschaft Cours d’Amour gegründet. Zu den Mitgliedern zählt der Komponist Jean Charité, der als Sommelier der Kapelle bezeugt ist.[5]
- 1401 sind an der Liebfrauenkirche in Antwerpen acht Chorknaben nachgewiesen.

#### Italienische Staaten
- Gesichert ist, dass sich Johannes Ciconia ab dem Jahr 1401 in Padua aufhält. Ihm wird dort am 11. Juli die Übertragung einer Pfründe an der Kirche von San Biagio di Roncaglia von Francesco Zabarella (1360–1417) gewährt. Der italienische Komponist D. Luca, zu dieser Zeit Sänger der Benediktinerabtei Santa Giustina, wird als Zeuge des Vorgangs erwähnt. Drei Tage später erhält Ciconia die Stelle eines Kaplans am Dom von Padua.[6]
- Giovanni Mazzuoli, Organist an Orsanmichele in Florenz, wird Organist an der Kathedrale von Florenz.[7]
- Am 8. März wird vermutlich der italienische Komponist und Musiktheoretiker Paolo da Firenze, Magister Dominus Paulus Abbas de Florentia genannt, zum Abt der Benediktinerabtei San Martino al Pino in Florenz ernannt.[8]

#### Königreich Frankreich
- Der französische Komponist Nicholas Grenon wird Subdiakon an der Kirche St. Sepulcre in Paris.[9]
- Der französische Komponist Johannes Haucourt, Mitglied der päpstlichen Kapelle Benedikt XIII. in Avignon, wird Kanoniker an der Kathedrale von Laon, wo er sich spätestens ab 1401 aufhält.[10]

#### Königreich Navarra
- Karl III., König von Navarra, besitzt zwischen 1396 und 1403 eine Kapelle, die 1401 18 Mitglieder aufweist. Zu den Sängern zählt Julian de Boseux.

#### Ohne genaue Ortsangabe
- Hugo von Montfort bezeichnet 1401 in seiner Rede mir kam ain priester für im trôn ausdrücklich Bürk Mangolt als den Komponisten seiner Lieder (die weisen hat gemachen Bürk Mangolt).[11]
- Der italienische Komponist Nucella wird ab 1401 in päpstlichen Briefen erwähnt.[12]

## Geboren

### Geboren vor 1401
- Jean Charité, französischer Komponist († nach 1433)[5]
- D. Luca, italienischer Komponist († nach 1424)[7]
- Nucella, italienischer Komponist († nach 1436)[12]

### Geboren um 1401
- Kanze Motomasa, japanischer Nō-Autor und -Schauspieler († 1432)

## Gestorben

### Genaues Todesdatum unbekannt
- Hermann Poll, Wiener Arzt, Astrologe, Organist und Instrumentenbauer (* 1370)[3]